# Reporterenzym
Ein Reporterenzym bezeichnet ein Enzym, das zur Signalverstärkung in einem biochemischen oder genetischen Nachweis dient. Dies kann z. B. ein Immunkonjugat, ein Teil eines Fusionsproteins oder das Genexpressionsprodukt eines Reportergens sein.

## Eigenschaften
Die am häufigsten verwendeten Reporterenzyme sind die farbstoffbildenden Enzyme Alkalische Phosphatase (engl. alkaline phosphatase, AP), die Meerrettichperoxidase (engl. horseradish peroxidase, HRP), die Glucose-Oxidase (GOX). Mehrere Reportersysteme werden im Zuge einer Doppelimmunmarkierung verwendet.
Als Reportergen-basierte Enzyme werden die Chemolumineszenz-freisetzende Luciferase, die Chloramphenicol-Acetyltransferase (engl. chloramphenicol acetyl transferase, CAT), die β-Galactosidase (engl. β-Galactosidase, β-Gal, vom Gen LacZ, bekannt von der Blau-Weiß-Selektion) und die β-Glucuronidase verwendet. Eine selten angewandte Besonderheit ist die Indigoidinsynthese durch eine Kombination aus der Streptomyces lavendulae nicht-ribosomalen Peptidsynthese BpsA und der Streptomyces verticillus 4'-Phosphopantetheinyltransferase Svp, da sie ohne Substratzugabe funktioniert.
Fluoreszierende Proteine wie z. B. das GFP, das roGFP, das rxYFP, HyPer, VSFP und Synapto-pHluorin sind zwar Reporterproteine, aber meist kein Enzyme.

## Geschichte
Reporterenzym-gekoppelte Antikörper wurden 1966 gleichzeitig von P. K. Nakane und G. B. Pierce sowie S. Avrameas und J. Uriel publiziert.